# Andy Contois
Andrew „Andy“ Contois (* 11. Oktober 1981 in Marquette, Michigan) ist ein US-amerikanischer Eishockeyspieler, der seit Januar 2015 beim ERC Sonthofen in der Oberliga-Süd spielt.

## Karriere
Contois begann seine Karriere bei den Springfield Junior Blues in der North American Hockey League, für die er bis 2000 spielte. Anschließend wechselte er in den Spielbetrieb des United States Hockey League zum Team der Green Bay Gamblers. In seiner Debütsaison wurde er zweitbester Scorer seiner Mannschaft, ehe er ein Jahr später an die Lake Superior State University ging. Nach einer Saison verließ der Flügelstürmer die Universität und wechselte an die Northern Michigan University in seine Heimatstadt Marquette. 
Nach seinem Abschluss in Betriebswirtschaftslehre gelangte Contois als Profi zu einem Tryout bei den Idaho Steelheads in der ECHL. Die folgenden beiden Saisons blieb der Linksschütze in der ECHL und spielte für die Gwinnett Gladiators, Stockton Thunder und die Mississippi Sea Wolves. In Stockton nahm er auch am ECHL All-Star Game 2008 teil, wo ihm ein Tor und eine Vorlage gelang und er den Wettbewerb um den schnellsten Schlittschuhläufer gewann. Während dieser Zeit nahm Contois an einem Tryout in der American Hockey League teil, das außerdem zu einem Spiel für die Norfolk Admirals führte.
2008 verpflichtete SaPKo Savonlinna aus der finnischen Mestis den Stürmer, jedoch löste er Mitte November 2008 seinen Vertrag auf und schloss sich den Johnstown Chiefs aus der ECHL an, mit denen er die Playoffs verpasste. In der Saison 2009/10 spielte er für die Eispiraten Crimmitschau und wurde dort bester Torschütze sowie zweitbester Scorer. Im Anschluss ging Contois für Mörrums GoIS IK aus der schwedischen drittklassigen Division 1 aufs Eis. Im Verlauf der Spielzeit 2010/11 erhielt der US-Amerikaner einen Kontrakt bei den Bossier-Shreveport Mudbugs aus der Central Hockey League und gewann mit der Mannschaft zum Saisonende den Ray Miron President’s Cup. Nachdem die Mudbugs kurze Zeit später den Spielbetrieb eingestellt hatten, war der Flügelstürmer zunächst vereinslos. Im Juli 2011 unterzeichnete er einen Kontrakt bei den Rødovre Mighty Bulls aus der AL-Bank Ligaen, für die er bis zum Ende der Saison 2012/13 aktiv war. Anschließend spielte er für die Fife Flyers in der EIHL, ehe er seinen Vertrag dort auflöste und Mitte Dezember 2013 zu Dab.Docler in die MOL Liga wechselte. Nach einem Jahr in Ungarn wechselte er in die Niederlande zu Eindhoven Kemphanen und schloss sich dann im Januar 2015 dem ERC Sonthofen an.

## Erfolge und Auszeichnungen
- 2008 Teilnahme am ECHL All-Star Game
- 2011 Ray-Miron-President’s-Cup-Gewinn mit den Bossier-Shreveport Mudbugs
- 2014 Ungarischer Meister mit Dunaújvárosi Acélbikák

## Karrierestatistik
(Legende zur Spielerstatistik: Sp oder GP = absolvierte Spiele; T oder G = erzielte Tore; V oder A = erzielte Assists; Pkt oder Pts = erzielte Scorerpunkte; SM oder PIM = erhaltene Strafminuten; +/− = Plus/Minus-Bilanz; PP = erzielte Überzahltore; SH = erzielte Unterzahltore; GW = erzielte Siegtore; 1 Play-downs/Relegation; Kursiv: Statistik nicht vollständig)